# Парау Виу (Горж)
Парау Виу (рум. Pârâu Viu) насеље је у Румунији у округу Горж у општини Берлешти. Oпштина се налази на надморској висини од 298 m.

## Становништво
Према подацима из 2011. године у насељу је живело 322 становника.